# Sufrites
Els sufrites (de l'àrab: الصفرية, aṣ-ṣufriyya) foren un grup religiós islàmic dels primers temps de l'islam, definits generalment com una secta sorgida de l'escissió de la comunitat kharigita de Bàssora vers el 683/684.
No és clar el nom del fundador que seria Abd-Al·lah al-Àsfar o Abd-Allah ibn al-Saffar as-Saadí at-Tamimí o Ziyad ibn al-Àsfar. El nom deriva de sufr (‘cara groga’) que resultava de les seves devocions ascètiques persistents i que al principi es donava a tots els kharigites en general.
Quan es va produir l'escissió de grups dissidents radicals dels kharigites de Bàssora, els escindits van agafar els noms dels seus caps i els sufrites foren el grup moderat que no es va separar. No obstant al mateix any s'esmenta la separació de sufrites i ibadites, ambdós del grup moderat que sembla que representaven aleshores els dos corrents dels moderats i que tant els ibadiyya com els sufriyya només eren un corrent i no sectes separades, doncs la separació no s'hauria establert fins al temps d'Abu Ubayda Muslim ibn Abi Karima (714). Un tercer corrent sembla la bayhasiyya (fundada per Abu Bayhas) que després van formar secta separada. Abu Bahyas acusava al radical Ibn al-Azrak (fundador dels azraquites) d'extremista i a Abd Allah ibn Ibad de tou (taksir). El 680 va morir el cap kharigita de Bàssora Abu Bilal Mirads ibn Udayya i el va succeir Imran ibn Hittan, que apareix esmentat com "imam dels sufrites" (hauria governat la comunitat vers 680 a 694). El 694 va haver d'amagar-se davant el governador de l'Iraq al-Hajjaj; ja no es tornen a esmentar caps dels sufrites a Bàssora. Es coneixen diversos personatges sufrites però no consta que cap d'ells fos el cap de la comunitat.
El 695 els sufrites es van revoltar a la Mesopotàmia septentrional dirigits per Salih ibn Musarrih al-Tamimi i a la seva mort la revolta la va seguir Shahib ibn Yazid al-Shaybani. Vers 695-697 sembla que els kharigites moderats encara formaven corrents i en aquest any el corrent dels ibadites defensava la revolta de Salih ibn Mudarrih i Shahib ibn Yazid tot i que aquests eren considerats del corrent sufrita. El kharigisme sufrite va arrelar a la zona, la qual fou objecte de diverses revoltes: el 718-720 la de Shawdhab al-Yashkuri que va morir en lluita; el 737 Bahlul ibn Bishr a Mossul i el fill de Shabib ibn Yazid (al-Sahari) a Djabbul, però els dos van morir en combat; el 744 Said ibn Bahdal al-Shaybani que va morir en una batalla (que va guanyar) quan es dirigia a Kufa, i el seu successor al-Dhahhak ibn Kays al-Shaybani; els seus seguidors foren considerats sdeptes d'una secta separada, la Dahhakiyya; a Shahrazur els dahhakites foren reforçats per grups sufrites que s'havien apoderat d'Armènia i l'Azerbaidjan; al-Dahhak va entrar a Kufa i a Wasit i Abd Allah, fill d'Úmar ibn Abd-al-Aziz, es va rendir i li va jurar obediència; un altre príncep omeia, Sulayman, fill el califa Hixam ibn Abd-al-Màlik, també se li va unir; al-Dahhak va morir lluitant contra Marwan II a Kafartutha el 746 i el va succeir Shayban ibn Abd al-Aziz al-Yashkuri que fou expulsat de Mossul per l'exèrcit de Marwan II i es va retirar al Fars on va donar suport al djafàrida Abd Allah ibn Muawiya; va ocupar breument Zarandj (capital del Sistan) i després va marxar a Oman on va morir en un enfrontament contra el cap local azdita al-Djulanda, que tenia el suport dels ibadites (751/752).
Sota els abbàssides els kharigites sufrites es van rebel·lar diverses vegades a Mesopotàmia, sobretot a la regió de Mossul. Ibn al-Athir assenyala revoltes kharigites el 750/751, 776-779, 784/785, 787-789, 792/793, 794-796, 796/797, 802/803, 805/806, 817/818, 829, 845/846, 862/863, 865, 870/871, 880/881, i 929-931. Com que la major part van implicar als Banu Shayban i Yashkurs (després els Taghlib, els Badjila i els Hamdan) que eren sufrites es pot considerar quasi totes (sinó totes) aquestes revoltes com sufrites. Les revoltes no foren importants i foren reprimides amb facilitat. Les revoltes més greus foren les d'al-Walid ibn Tarif al-Taghlibi (794-796), la de Musawir ibn Abd al-Hamid al-Badjali (866-877) i la de Haruun ib Abd Allah al-Badjali (880-896); les dues darreres van agafar el control de gran part de Mesopotàmia; Harun va combatre a un cap kharigita molt popular, Muhammad ibn Khurzad (segurament un kurd) que tenia molts partidaris a Shahrazur; entre els seguidors d'Harun cal esmentar al kurd Ibrahim ibn Shadhluya, el pare de Daysam (+ 957, vegeu Musafírides) que es va destacar al servei de Yússuf ibn Abi-s-Saj.
Al Magreb el nom sufrita s'aplicava a tots els amazics kharigites que no estaven afiliats a la branca ibadita. El primer predicador kharigita a la zona fou Ikrima a l'inici del segle viii.. El 739/740 els sufrites de la regió de Tànger es van revoltar dirigits per Maysara al-Matghari que va rebre el suport de diverses tribus amazigues; Maysara va nomenar governador de Tànger (després de conquerir la ciutat) a Abd al-Ala ibn Jurayj al-Ifriqí. Maysara fou reconegut com a khalifa però el 740 fou deposat (després d'una derrota militar) i mort pels seus propis seguidors i substituït per Khalid ibn Hamid (Humyad al-Zanati), i els sufrites van derrotar encara als omeies en la batalla dels Nobles (Ghazwat al-ashraf) i a la de Nafdura o Bakdura al riu Subu, les dues el 740. El 741/742 el rebel sufrita Abd al-Wahid ibn Yazid al-Hawwari va amenaçar Kairuan. El governador d'Egipte Hanzala ibn Safwan va defensar la ciutat contra els sufrites el 742 i els va derrotar a al-Karn i a al-Asnam. Els 748 Abd al-Rahman ibn Habid, governador fihrita de Kairuan, fou enviat contra els sufrites sanhadja de l'oest de Tunísia, però el posterior afebliment dels fihrides i el canvi dinàstic (abbàssides per omeies) van ampliar la revolta i els Wardfadjdjuma (un clan dels zafzawa) van ocupar temporalment Kairuan (757) tot i que no s'ha pogut establir amb certesa que fossin sufrites. Les atrocitats dels Wardfadjdjuma contra els àrabs de Kairuan van ser l'excusa dels ibadites per ocupar Kairuan el 758. És possible que l'imamat ibadita establert el 757 fos per causa de l'increment del poder sufrita. L'imam Abu l-Khattab va conquerir Ifríqiya (758-759) però després els abbàssides van recuperar el territori sota el general Ibn al-Àixath (Ibn al-Ashath) i els sufrites es van replegar al sud i oest de la província, al Magreb central. A la meitat del segle viii Abu-Kurra al-Ifraní, cap de la confederació Banu Ifran (des de vers 729/730), que sembla que era membre de la tribu dels maghila, era al mateix temps el cap suprem del sufrites del Magrib (un dels caps principals després de la mort de Humayd al-Zanati) i va establir un estat sufrita independent a Tlemcen. El 765 els abbàssides atacaven també Tlemcen però no van tenir èxit. El governador d'Ifríqiya, Amr ibn Hafs, va fortificar Tubna on va ser assetjats pels sufrites i els ibadites aliats, manats per Abu-Kurra, Abu-Hàtim al-Malzuzí i Abd-ar-Rahman ibn Rustam; alguns caps atacants foren comprats, i el setge va fracassar. A partir del 772 la presència abbàssida es va reforçar i Tlemcen va perdre territori; tribus amazigues sufrites van emigrar cap a la regió del Tafilalt que va esdevenir el centre principal de sufrisme a l'Àfrica. Tafilalt s'havia fundat com establiment sufrita i s'hi va establir la dinastia midràrida; la dinastia es va conservar independent dels imams ibadites de Tahart (rustèmides o rustàmides) amb els quals en general van tenir bones relacions. Els sufrites de Tafilalt van donar suport a una revolta sufrita al territori dels idríssides dirigida per Abd al-Razzak que va arribar a Fes però fou finalment sufocada el 904. Enfonsat l'estat midràrida el 976/977 els sufrites van desaparèixer progressivament i foren els ibadites els que van subsistir (els únics que existien, en nombre reduït el 1065, segons Ibn Hazm).